# 斯德哥爾摩學派
斯德哥爾摩學派（瑞典語：Stockholmsskolan），是經濟學史上的一個學術流派，於1930年代，由一群組織鬆散的瑞典學者領軍。因他們同在瑞典的斯德哥爾摩從事學術工作，而得此稱號。
它雖和同時期的凱恩斯學派，在宏觀經濟學和總體供需理論等議題上，有著相同結論和見解，但彼此為各自獨立的研究。斯德哥爾摩學派和凱恩斯學派一樣，均受到克努特·維克塞爾著作的啟發，這學派的成員很多都是克努特·維克塞爾的學生。
主要成員有後來獲得諾貝爾經濟學獎的貢納爾·默達爾和貝蒂爾·奧林。在1930年代，他們的想法可說是非常新穎，但由於學派從未戮力於集結發表他們的著作，加上之後成員們各飛東西，此學派因而式微。默達爾長年在美國工作，致力於有關非裔美國人處境的調查，發表了《An American Dilemma》一書；奧林當了有20年之久的反對黨瑞典自由党的領袖，和在朝的社會民主工人黨對峙；其他成員，如Erik Lundberg，展開他景氣循環方面的經濟學者生涯。

## 延伸閱讀
- Patinkin, Don. . The Scandinavian Journal of Economics. 1978, 80 (2): 135–143. doi:10.2307/3439878.